# Evert Gunnarsson
Pour les articles homonymes, voir Gunnarsson.
Evert Gunnarsson, né le 28 décembre 1929 à Ljungskile et mort le 30 novembre 2022 à Kungälv, est un rameur suédois.

## Biographie

### Palmarès

#### Aviron aux Jeux olympiques
- 1956 à Melbourne,  Australie
  -  Médaille d'argent en quatre barré[2]

#### Championnats d'Europe d'aviron
- 1949 à Amsterdam,  Pays-Bas
  -  Médaille d'or en deux sans barreur
- 1955 à Gand,  Belgique
  -  Médaille d'argent en quatre barré
  -  Médaille d'argent en huit